# Маклахлан, Эндрю Дэвид
Эндрю Дэвид МакЛахлан (англ. Andrew David McLachlan; 25 января 1935 года, Лондон, Англия — 8 июня 2022 года, Кембридж, Англия) — английский химик. Внёс значительный вклад в теоретическую химию и молекулярную биологию, а также реализовал свои решения в виде компьютерных программ и алгоритмов. 
Тесно работал с Дэвидом Эйзенбергом. 

## Юность и образование
Эндрю МакЛахлан родился 25 января 1935 года в семье Дональда и Кэтрин МакЛахлан; он был старшим из четырёх детей. Семья переехала в графство Суррей: Дональд работал журналистом в Лондоне в The Daily Telegraph. В 1944 году Эндрю пошёл в Школу паломников в Винчестере, пел  в хоре Винчестерского собора. В 1948 году Эндрю поступил в Винчестерский колледж. 
Только в 16 лет Эндрю переключился с изучения латыни, греческого языка и математики на занятия физикой и химией. Закончив обучение в Винчестере, Эндрю поступил в Тринити-колледж в Кембридже, где сосредоточился на изучении теоретической физики, прослушивая лекции ведущих учёных, Отто Фриша, Невилла Мотта, Брайана Пиппарда и Дэниса Уилкинсона. По результатам выпускных экзаменов он получил диплом первой степени.
К концу обучения, Эндрю, воодушевлённый недавними открытиями в биологии, в особенности структурой ДНК, решился на изучение и проведение исследований в этой области.

## Теоретическая химия
В сотрудничестве с Мартином Саймонсом в Саутгемптоне, Эндрю занимался теорией спектроскопии электронного спинового резонанса (ЭСР). Исследования касались гиперконъюгации в ароматических углеводородных радикалах. Помимо этого, сформулировал ряд новых теорем о чередовании знаков спиновой плотности и о спаривании электронных состояний положительных и отрицательных ионов в альтернантных (содержащих только четночленные кольца). Исследовал эффект Яна-Теллера, смог использовать простую модель связи в ароматических молекулах для описания динамического эффекта Яна-Теллера, включая бензол и коронен
Постдокторская диссертация Эндрю во многом была основана на приложениях теории молекулярных орбиталей. Продемонстрировал, что неограниченная теория Хартри — Фока объясняет наблюдение отрицательной спиновой плотности. Эта работа была опубликована.
Занимался описанием дисперсионных взаимодействий между молекулами, часто называемых притяжением Ван-дер-Ваальса, математически впервые описанных Лондоном в 1930 году. Эндрю предложил приближение, рассматривавшее реакцию отдельной молекулы на флуктуации внешнего электростатического поля. Такие реакции описываются восприимчивостями {\displaystyle \alpha _{ik}(\omega )}, которые определяют отклик параметра i на возмущение k, колеблющееся на частоте ω. Так, формула Лондона выражается через произведение восприимчивостей двух молекул, проинтегрированных по частоте и общий результат для энергии дисперсии составит:
{\displaystyle W=-{\frac {\hbar }{2\pi }}\int _{0}^{\infty }\alpha _{ik}(i\xi )\beta _{ik}(i\xi )d\xi }
где {\displaystyle \alpha _{ik}(i\xi )} и {\displaystyle \beta _{ik}(i\xi )} — восприимчивости двух молекул, причём определено существование неявной суммы по повторяющимся индексам i и k. Восприимчивость может быть рассчитана непосредственно ab initio или оценена на основании экспериментальных сил осцилляторов и частот переходов независимо для каждой молекулы. Следовательно, формулировка Эндрю является основой современных экспериментальных и теоретических исследований дисперсионной энергии.
Разработал метод решения нестационарного уравнения Шрёдингера, теперь известного как вариационный принцип МакЛахлана, который стал прочной основой для последующих разработок. Вместе со своим студентом М. А. Боллом Эндрю исследовал методы решения нестационарной задачи Хартри — Фока.

## Молекулярная биология

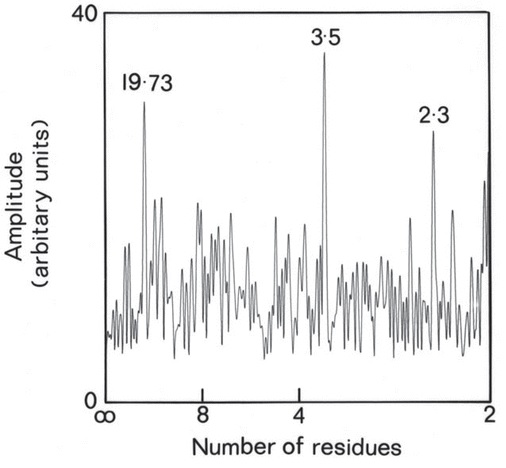
Фурье-преобразование структуры кислотных остатков тропомиозина.

Работая с Максом Перуцем в недавно созданной лаборатории молекулярной биологии в Кембридже над механизмом гемоглобина, у Эндрю появился интерес к последовательностям и структурам белков. Первым разработал улучшенный метод обнаружения сходства или повторов в белковых последовательностях, а также реализовал его на компьютере. Строгие аналитические методы и компьютерные программы, разработанные Эндрю, нашли широкое применение в ряде биологических систем.
Исследовал вопрос о возможности возникновения больших белковых структур из множества копий меньшей повторяющейся последовательности, которая затем модифицировалась бы в окончательную структуру. Эндрю разработал улучшенные методы сравнения форм, которые продемонстрировали весьма значительное сходство между ядрами доменов β-листов и предоставили убедительные доказательства дупликации генов.
В 1972 году Эндрю начал работать над мышечными белками. Разработал методы с применением Фурье-анализа для более детального анализа периодичностей и выявил сильные 14-кратные повторы в кислотных остатках. Сделал вывод о возможном механизме сокращения-расслабления мышечных тканей. В сотрудничестве с Джонатаном Карном, используя Фурье-анализ, определил механизм упаковки миозина в толстые мышечные нити.

## Повторение последовательностей в мышцах и цинковых пальцах
В 1985 году Эндрю проанализировал аминокислотную последовательность фактора транскрипции TFIIIA из Xenopus. В его структуре была обнаружена серия из девяти повторов, включающих регулярный набор остатков цистеина и гистидина, каждый из которых был распознан как стабилизированный цинком структурный модуль. Было высказано предположение, что TFIIIA представляет собой белок, содержащий девять таких модулей, расположенных линейно и стабилизированных цинком, эти модули были названы «цинковыми пальцами» и теперь признаны широко распространённым мотивом связывания нуклеиновых кислот.

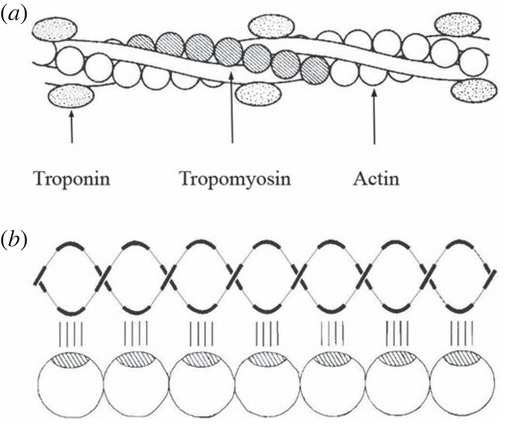
Схема связывания тропомиозина с актином. (а) Расположение белков в тонкой нити; б — взаимодействие семи молекул актина с молекулой тропомиозина.

## Метод профилей
В 1985 году Эндрю расширил свои исследования структуры и энергетики белков в сотрудничестве с прибывшим в Кембридж Дэвидом Эйзенбергом. 
Целью Дэвида было переместить концепции гидрофобности и гидрофильности белков (отталкивания и притягивания воды) с уровня аминокислотных остатков на атомарный. Чтобы адаптировать концепцию гидрофобности к атомам, каждому из шести наиболее распространённых типов атомов в белках был присвоен «параметр атомной сольватации» или «ASP», имеющий размерность отношения единиц свободной энергии к квадрату площади поверхности, подвергшейся воздействию растворителя. Полная энергия системы рассчитывается как сумма произведений ASP всех её атомов, умноженных на площадь поверхности, подверженной воздействию растворителя. Величину каждого ASP определяли по экспериментальным данным свободной энергии переноса аминокислот из воды в неполярные растворители.
Полученные значения позволили сделать оценки изменения свободной энергии фолдинга белков и связывания белков друг с другом. Рассчитанные изменения свободной энергии были названы «энергиями атомной сольватации».
Эндрю с Дэвидом разработали метод профилей, компьютерный алгоритм, позволяющий распознавать аминокислотные последовательности всех белков определенного семейства. Эндрю запрограммировали метод профилей, Дэвид и научный сотрудник Майкл Грибсков усовершенствовали программу так, что она работала достаточно быстро и стала полезной и применимой на практике. Позднее профильный метод был расширен за счёт включения информации о вторичной структуре белков. Профильный подход был включён другими в набор стандартных алгоритмов анализа последовательностей BLAST Национального института здравоохранения и Национального центра биотехнологической информации (NCBI).

## Поздние исследования
Эндрю продолжал работать над повторяющимися закономерностями в белковых последовательностях и разработал метод, который он назвал многоканальным Фурье-анализом для обнаружения слабых периодичностей в белковых последовательностях в присутствии фонового шума.
Заинтересовавшись проблемой расшифровки белковых структур по данным рентгеноструктурного анализа, Эндрю разработал новый подход, который он назвал парным функционалом. Однако, ему так и не удалось разработать метод определения структур с использованием реальных кристаллографических данных, и данный подход представляет в основном теоретический интерес.
К 2000 году Эндрю прекратил заниматься научными исследованиями.

## Личная жизнь

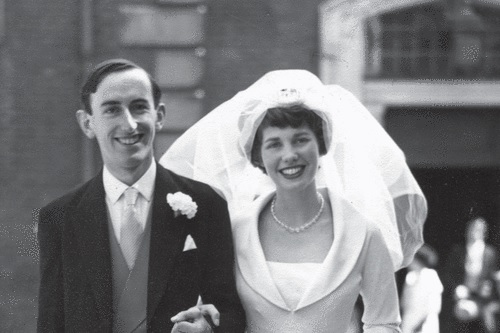
Эндрю и Дженнифер в день свадьбы в 1959 году.

В 1955 году Эндрю познакомился с Дженнифер Керр, в 1959 году они поженились. У них было трое сыновей: Чарльз, Хью и Александр.
В 1961 году Эндрю был избран на должность лектора по физике в Тринити-колледже. Позже он стал заведующим кафедрой физики. Он продолжал преподавать физику в колледже до выхода на пенсию, хотя большую часть этого времени занимался исследованиями в области биологии. В 1987 году Эндрю получил степень доктора наук (ScD). 
Похоронен на кладбище церкви Святого Марка в Ньюнхэме вместе с Дженнифер.